# ارنی کلمنتز
ارنی کلمنتز (انگلیسی: Ernie Clements; ۲۸ فوریهٔ ۱۹۲۲ – ۳ فوریهٔ ۲۰۰۶) دوچرخه‌سوار اهل بریتانیا بود. وی در بازی‌های المپیک تابستانی ۱۹۴۸ شرکت کرده است.